# UltimateBet

Logo von UltimateBet

UltimateBet war ein Onlinepokersaal, der im Jahre 2001 gegründet wurde und zu den zehn größten virtuellen Kartenräumen der Welt zählte. Er wurde von der Firma Tokwiro Enterprises betrieben.
Alljährlich veranstaltete UltimateBet die Aruba Poker Classics, die vier Jahre lang als Event der World Poker Tour zählte. 2005 gewann Freddy Deeb das Turnier und eine Million Dollar Preisgeld. Zu den früheren Gewinner zählen Eric Brenes 2004, Erick Lindgren 2003 sowie Juha Helppi im Jahr 2002.

## Repräsentanten
Wie viele der großen Pokerräume hatte auch UltimateBet einige bekannte Spieler unter Vertrag. Dazu zählten die Braceletgewinner Annie Duke, Antonio Esfandiari, Dave Ulliott und Jennifer Tilly. Der Vertrag mit dem unter den UltimateBet-Spielern vielleicht bekanntesten Pokerspieler Phil Hellmuth wurde Ende 2010 aufgelöst.

## Angebot
UltimateBet hatte sich nicht auf eine bestimmte Pokervariante spezialisiert, sondern bot einige der Bekanntesten an. Dazu zählten Texas Hold’em, Omaha und Seven Card Stud High und High/Low sowie diverse Lowball-Varianten. Zusätzlich dazu bot UltimateBet bis zum 5. Juli 2007 die vergleichsweise eher wenig verbreitete Variante Royal Hold’em an. Außerdem hatte UltimateBet die gemischten Varianten H.O.R.S.E. und H.O.S.E. im Angebot.

## Betrugsskandal
Am 29. Mai 2008 gab UltimateBet zu, dass zwischen dem 7. März 2006 und dem 3. Dezember 2007 ein Spieler namens 'Nionio' einen unfairen Vorteil erlangt hatte, indem er, eine Sicherheitslücke ausnutzend, zum Superuser wurde und so die verdeckten Karten seiner Gegner sehen konnte. Gleiches war einige Monate zuvor auf der ebenfalls von Tokwiro Enterprises betriebenen Pokerseite Absolute Poker geschehen. Aufgedeckt wurden die Skandale dadurch, dass die außergewöhnlich hohen Gewinnraten der betroffenen Spieler Argwohn erweckt hatten. Unter Verdacht, in den Skandal verwickelt zu sein, steht auch der frühere Gewinner der World Series of Poker und ehemalige Besitzer von UltimateBet, Russ Hamilton.